# Christoph Siegmund von Holtzendorff
Christoph Siegmund von Holtzendorff (* 1. September 1671 in Thallwitz; † 26. April 1715 in Dresden) war königlich-polnischer und kurfürstlich-sächsischer Wirklicher Kammerherr und Besitzer des Rittergutes Thallwitz mit den Vorwerken Bunitz und Mölbitz sowie Besitzer von Ochsensaal.

## Leben
Er stammte aus dem Adelsgeschlecht von Holtzendorff und wurde auf dem Rittergut Thallwitz als Sohn des Eilenburger Amtshauptmanns Christian Siegmund von Holtzendorff und der Anna Elisabeth geb. von Arnim geboren.